# Phytoène synthase
La phytoène synthase est une enzyme de type transférase impliquée dans la biosynthèse de caroténoïdes. Elle catalyse la  conversion du pyrophosphate de géranylgéranyle en phytoène.